# Giuliana Sorge

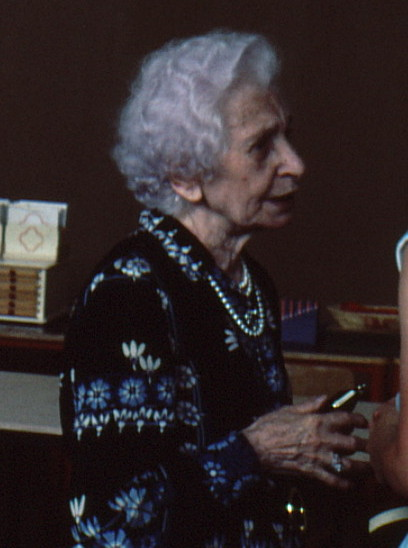
Giuliana Sorge (1983)

Giuliana Sorge (* 30. März 1903 in Mailand; † 17. September 1987 ebenda) war eine italienische Pädagogin.

## Leben
Giuliana Sorge war das älteste von fünf Kindern des aus Sizilien stammenden Schuhlieferanten der Adelsfamilien der Lombardei Federico Sorge und Innocenza Sorge-Freund. Die Familie Sorge war katholisch geprägt, Giuliana Sorge jedoch nichtpraktizierende Katholikin. Sie studierte Pädagogik und engagierte sich für durch den Ersten Weltkriegs verwaiste oder bedürftige Kinder und versuchte, ihnen eine Erziehung und Ausbildung zu ermöglichen.
Nach dem Abschluss ihrer Berufsausbildung als Lehrerin nahm Sorge im Jahr 1924 am 10. Internationalen Montessori Ausbildungskurs teil. Dort lernte sie Maria Montessori kennen, die auf der Suche nach qualifizierten Pädagoginnen war, da sie einige wichtige Mitarbeiterinnen verloren hatte. 1926 wirkte sie als Montessoris Assistentin beim 12. Internationalen Ausbildungskurs und ging ein Jahr später als deren Vertreterin nach Lateinamerika, wo sie in Argentinien die erste Montessori-Schule Lateinamerikas eröffnete und an der Universität von Chile Vorträge hielt. Sie war am Aufbau der Montessori-Schulen in Lateinamerika maßgebend beteiligt.
Sorge beteiligte sich an der Weiterentwicklung der Montessori-Methode und wurde 1928 Leiterin der „Scuola di Metodo Montessori“ in Rom. Nachdem sie 1932 einen Fortbildungskurs in Locarno abgehalten hatte, wurde sie einige Monate später des Antifaschismus verdächtigt, verhaftet und als Schulleiterin in Rom abgesetzt. Ihre Arbeit bei den Fortbildungskursen setzte sie fort und hielt 1934 zum Beispiel auch ein Seminar für Ärzte. Um die Bedeutung der Montessori-Schulen zu fördern, trat sie in Kontakt mit den verschiedensten Institutionen der damaligen Zeit und mit einigen der großen Adelsfamilien und Industriellen.
Sorge lebte bis zum Beginn des Zweiten Weltkrieges häufig bei Maria Maraini Guerrieri-Gonzaga, die eine der wichtigsten Freundinnen und Gönnerinnen Montessoris war. Während des Krieges lebte sie hauptsächlich in Mailand und Bergamo. Nach Kriegsende war sie eine der prägenden Persönlichkeiten für den Wiederaufbau des Werkes von Maria Montessori in Italien und leitete 1951 den Kurs der Association Montessori Internationale (AMI) in Innsbruck. Da es nach Montessoris Tod zu Meinungsverschiedenheiten mit deren Sohn Mario Montessori kam, der die Leitung der AMI übernahm, trennte sich Sorge von dieser Organisation.
In Italien führte Sorge zwischen 1948 und 1985 über 50 Ausbildungskurse durch, und arbeitete auch als Assistentin, Sekretärin und Kursleiterin bei Kursen unter anderem in Rom, Barcelona, Nizza und Innsbruck mit. Außerdem war sie für das italienische Erziehungsministerium tätig, für das sie Expertisen in Montessori-Einrichtungen durchführte, und wirkte als Beraterin der Montessori-Material-Fabrik in Gonzaga.
Sorge verfasste zahlreiche Beiträge über die Montessori-Pädagogik in verschiedenen Fachzeitschriften.

## Publikationen (Auswahl)
- Le Finalita del Metodo Montessori, Note sul Metodo Montessori, Applicazione, Diffusione, Immagine e Vita Infantile. Corso Magistrale Montessori. Februar bis August 1926, Verlag Bestetti & Tumminelli, Mailand/Rom, S. 9.
- Il Materiale Montessori. ibid. S. 21–25.
- La Lezione del Silenzio. ibid. S. 27–28.
- Maria Montessori La Voce delle Maestre d'Asilo. 1926, 22(N.36), S. 140–142.
- La prima scuola Montessori. In: Giornale d’Italia-Buenos Aires vom 10. März 1927.
- El Metodo de Maria Montessori. In: Nueva Era. Buenos Aires 1927, 2(N.3), S. 34–35.
- De J.E. Pestalozzi a Maria Montessori. In: Nueva Era. Buenos Aires 1927, 2(N.9), S. 137–138.
- Dall'Argentina. L'Idea Montessori, 1927, l(N.l), S. 11.
- II Materiale. L'Idea Montessori, 1927, 1, -.
- Da Pestalozzi alla Montessori. L'Idea Montessori, 1928, 2(N.3)
- Quello che Occorre... L'Idea Montessori, 1928, 2(N.l), S. 2–3.
- L'Incarnazione. Montessori, Rom 1931,1, 5-6, S. 33–41.
- Lo Svolgimento del Corso Internazionale. Montessori, Rom 1931, 1(N.2), S. 14-18; (N.3), S. 9–11.
- La Casa dei Bambini. Montessori, Florenz 1932,1, S. 29–33.
- The Messiah of Culture. In: The Montessori Magazine, 1947, l(N.2–3) S. 31–34.
- Corrispondenza. In: Vita dell'Infanzia, 1961, 10, N.2; N.3; N.5–6.
- Da Pestalozzi alla Montessori. In: Vita dell'Infanzia, 1962, 11(12), S. 7–8.
- II Materiale. In: Vita dell'Infanzia, 1963, 12,(N.4), S. 18.
- Ricordo di un'amica scomparsa (Myriam Agliardi). In: Vita dell'Infanzia, 1965,14, N.2–3.
- E le parole „difficile“. In: II Quaderno Montessori, 1988, 5(N.17), 30.